# Obligatielening
Een obligatielening is een geldlening op lange termijn. De geldverschaffers krijgen, als bewijs voor de door hen verstrekte geldbedragen, schuldbekentenissen. Hun geld staat dan ook voor een bepaalde tijd bevroren bij de geldnemer. De geldnemer, een onderneming of andere instelling zoals bijvoorbeeld de overheid, is dan verplicht om regelmatig een vaste interestbedrag te betalen.

## Het schuldbewijs (de mantel) en het couponblad
Elke coupon kan op een aangegeven datum (de couponvervaldag) door de obligatiehouder worden gebruikt voor het incasseren van de interest. Binnen een vastgestelde termijn (meestal van 5 tot 30 jaar) moet de lening worden afgelost. (terugbetaald). Deze aflossing kan op een bepaald moment ineens gebeuren óf in overeengekomen periodieke bedragen. In het eerste geval worden de af te lossen obligaties door loting aangewezen.
De plaatsing van een obligatielening vindt in de regel plaats door bemiddeling van banken. Een onderneming die vermogen wil aantrekken door middel van een obligatielening wendt zich dus tot haar bank.
Net als bij het aandeel heeft de obligatie een nominale waarde en een koerswaarde. De op de obligatie vermelde nominale waarde is altijd een rond bedrag in euro's, dikwijls € 500. Kleinere bedragen komen in verband met zogenaamde  popularisering van het effectenbezit ook voor. Anders dan bij een aandeel wordt de koers van een obligatie niet uitgedrukt in euro's, maar in procenten van de nominale waarde. De koerswaarde van een obligatie vinden we door de koers te vermenigvuldigen met de nominale waarde van de obligatie. Bij een nominale waarde van € 500 per obligatie en een koers van 98,5 %, is de koerswaarde dus 98,50% van € 500 = € 492,50.